# Местанлар
Местанлар (на турски: Mestanlar) е село в Източна Тракия, Турция, Вилает Родосто.

## География
Селото се намира на 30 километра северно от Малгара.

## История
В XIX век Местанлар е малко гръцко село в Узункьоприйска кааза в Одринския вилает на Османската империя. Според „Етнография на вилаетите Адрианопол, Монастир и Салоника“, издадена в Константинопол в 1878 година и отразяваща статистиката на населението от 1873 година, Мастанлар (Mastanlar) има 16 домакинства и 73 жители гърци.
Според статистиката на професор Любомир Милетич в 1912 година в Мъстанларъ живеят 45 гръцки семейства.